# رشته‌کوه تانو-اولا
رشته‌کوه تانو-اولا (به لاتین: Tannu-Ola mountains) یک رشته‌کوه در مغولستان و روسیه است که در تووا واقع شده‌است. رشته‌کوه تانو-اولا ۳٬۰۶۱ متر بالاتر از سطح دریا واقع شده‌است.